# 天道盟天慶會
天道盟天慶會，是臺灣三大犯罪組織之一的天道盟旗下的分會。。

## 簡介
天慶會成立於2005年7月，活動範圍在台北、宜蘭、苗栗地區。為天道盟盟主「圓仔花」為擴張組織，籠絡江湖最後仲裁者「蚊哥」（已故）的嫡系弟子 綽號「小文哥」（已故），組成天道盟天慶會。對外以「天慶集團」名義從事活動，集團事業跨足營造、土地開發，也經營金融、娛樂事業等。